# فريد عبد الكريم
فريد عبد الكريم محامي وسياسي أشتراكي مصري، ومؤسس حزب العربي الديمقراطي الناصري، ويرى الناصريون إن فريد عبد الكريم كان التجسيد المثالي لمعني الناصرية، فقد كان يتمتع بقدرات شخصية وفكرية تؤهله لزعامة أمة.
كان فريد عبد الكريم الأمين العام للأتحاد الأشتراكي في الجيزة، وقد حمل على عاتقه مسؤولية تجميع الناصريين في كيان تنظيمي واحد سائرا على خطى جمال عبد الناصر.

## سجنه
هاجم عبد الكريم سياسيات السادات التي حاد بها عن الطريق الذي رسمه جمال عبد الناصر فكان الوحيد بين رجال 15 مايو الذي صدر ضده حكم بالإعدام في المحاكمات السريعة التي أجراها السادات لرجال عبد الناصر قبل انقلاب مايو، وكان حكم الإعدام بناء على تسجيل مكالمة تمت بين فريد عبد الكريم والصحفي محمود السعدني يتفقون فيه على منع السادات من دخول الإذاعة فعتبر السادات هذا محاولة أنقلاب عليه، ولكن السادات عاد وخفض الإعدام إلى المؤبد.
رفض عبد الكريم تقديم التماس إلى الرئيس السادات للإفراج عنه طوال فتر ة اعتقاله رغم مرضه الشديد الذي أصابه داخل السجن مما أبقاه سجينا حتى مطلع الثمانينيات.

## إنشاء الحزب العربي الديمقراطي الناصري
بعد خروج فريد عبد الكريم من السجن بدأ في تأسيس حزب للناصريين، فبدأ في إجراءات تأسيس الحزب الاشتراكي الناصري بعد أن استطاع أن يجذب له مئات الآف من المنضمين ولكن تم رفض إنشاء الحزب من لجنة شئوون الأحزاب تخوفا من ثورية وكيل مؤسسيه.
شكل فريد حزبا جديدا تقدم به ثانية للجنة شئوون الأحزاب وهو الحزب العربي الديمقراطي الناصري والذي تم قبوله وإنشاءه في 1992م، وفضل عبد الكريم أن يبتعد عن زعامة الحزب تاركا رئاسته لضياء الدين داوود.

## وفاته
ومن فرط اعتزازه بذاته ومبادئه اختار الأستاذ فريد عبد الكريم أن يكتب نعيه الذي نشر في الأهرام بنفسه، وفيه قال'مات ثابتا علي الحق.. توفي إلي رحمة الله تعالي فريد عبد الكريم المحامي، فمن كانت له عنده حاجه فليطلبها من ابنته إيمان، ومن كان عنده له حاجة فقد سامحه فيها'.